# Ciak Mull
Pour plus de détails, voir Fiche technique et Distribution.
Ciak Mull, le Bâtard de Dodge City (titre original:Ciakmull - L'uomo della vendetta) est un film italien réalisé par Enzo Barboni, sorti en 1970.

## Synopsis
Ciakmull, un jeune homme souffrant d'amnésie, s'évade de prison en profitant d'une attaque de bandits. Il se souvient seulement qu'il a habité la ville d'Oxaca. Il retourne dans sa ville natale où après maintes périphéries ponctuées par d'innombrables duels et échanges de tirs il finit par découvrir qui il est et pourquoi il a fini en prison... l'heure de la vengeance a sonné.

## Fiche technique
- Titre français : Ciak Mull, le Bâtard de Dodge City ou L'Homme par qui la vengeance arrive
- Titre original :  Ciakmull - L'uomo della vendetta
- Réalisation : Enzo Barboni
- Scénario : George Eastman, Franco Rossetti, Mario Di Nardo
- Musique : Riz Ortolani
- Montage: Eugenio Alabiso
- Maisons de production : B.R.C. Produzione S.r.l., Produzioni Atlas Consorziate (P.A.C.)
- Pays d'origine :  Italie
- Langue : italien, anglais
- Genre : Comédie, Western
- Durée : 90 minutes
- Dates de sortie :
  - Italie : 11 mars 1970
  - France : 13 janvier 1971 (sortie cinéma) ; 13 avril 2010 (DVD)

## Distribution
- Leonard Mann : Ciak Mull
- Woody Strode : Woody
- Pietro Martellanza : Silver
- Helmuth Schneider : Joe Caldwell
- George Eastman : Hondo
- Ida Galli : Sheila
- Alain Naya : Alan Caldwell
- Dino Strano : Sam
- Andrea Aureli : Santiago
- Fortunato Arena : le gardien de l'asile
- Silvana Bacci :
- Enzo Fiermonte : le shérif
- Giuseppe Lauricella : Udo